# Karel Schulz

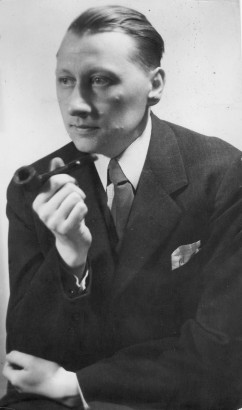
Karel Schulz

Karel Schulz (* 6. Mai 1899 in Městec Králové; † 27. Februar 1943 in Prag) war ein tschechischer Schriftsteller, Theaterkritiker, Dichter und Kurzgeschichtenschreiber, dessen bekanntestes Werk der historische Roman Kámen a bolest aus dem Jahr 1942 in tschechischer Sprache ist.

## Leben
Karel Schulz war ein Sohn des Juristen und Übersetzers Ivan Schulz (1871–1935). Nach dem Besuch eines Gymnasiums absolvierte er von 1918 bis 1919 ein Studium an der Karls-Universität in Prag, ab 1919 Medizin. Er war dort gleichzeitig Assistent des Psychiaters Antonín Herveroch, das Studium brach er jedoch ab. Im Anschluss war er als Journalist und Schriftsteller tätig. Von 1927 bis 1930 arbeitete er bei der Brünner Zeitung „Lidové noviny“, wo er sich hauptsächlich mit dem Verfassen von Theaterkritiken und Berichten aus dem Gerichtssaal beschäftigte. Ab 1930 bis 1935 war er in Prag als Parlamentskorrespondent für die Zeitung „Lidové listy“ tätig und ab 1935 bei der Zeitung „Národní politika“.
Bereits ab 1921 publizierte er ferner für das Zentralorgan der Kommunistischen Partei der Tschechoslowakei Rudé právo, für Proletkult, „Disk“, „Pásmo“, „Rozmach“, „Tvar“, „Lumír“ und „Rád“.
Die ersten Prosabücher entstanden, wie es hieß, in der ästhetischen Tradition der sogenannten proletarischen Kunst und des Poetismus. Bekannt wurde Schulz zuletzt noch im Jahr 1989, als sein geplanter Roman und Trilogie über Michelangelo „Kámen a bolest“ (deutsch Versteinertes Leid: ein Michelangelo-Roman) neu aufgelegt wurde, von dem allerdings nur der erste Teil aus dem Jahr 1942 und nur ein Torso des zweiten Teils erschien.

## Publikationen (Auswahl)
- Peníz z noclehárny, (Kurzgeschichte), 1940.
- Prsten královnin, (Kurzgeschichte), Praha: Vyšehrad 1941.
- Kámen a bolest: Michelangelo Buonarroti, V Praze: Vyšehrad 1942.
- Papežská mše: fragment druhého dílu michelangelovské trilogie Kámen a bolest, V Praze : Vyšehrad, 1943. OCLC 3965430